# Épargnes
Épargnes (prononcé [e.paʁɲ]) est une commune du Sud-Ouest de la France, située dans le département de la Charente-Maritime (région Nouvelle-Aquitaine).
Ses habitants sont appelés les Épargnais et les Épargnaises.

## Géographie
La commune d'Épargnes se situe dans le sud-ouest du département de la Charente-Maritime, en région Nouvelle-Aquitaine, dans l'ancienne province de Saintonge. Appartenant au Midi atlantique, au cœur de l'arc atlantique, elle peut être rattachée à deux grands ensembles géographiques, le Grand Ouest français et le Grand Sud-Ouest français.

### Communes limitrophes
| Cozes  | Saint-André-de-Lidon       |          |
| Arces  | Épargnes                   | Virollet |
| Barzan | Chenac-Saint-Seurin-d'Uzet |          |

## Urbanisme

### Typologie
Au 1er janvier 2024, Épargnes est catégorisée commune rurale à habitat dispersé, selon la nouvelle grille communale de densité à 7 niveaux définie par l'Insee en 2022.
Elle est située hors unité urbaine et hors attraction des villes,.

### Occupation des sols
L'occupation des sols de la commune, telle qu'elle ressort de la base de données européenne d’occupation biophysique des sols Corine Land Cover (CLC), est marquée par l'importance des territoires agricoles (82,7 % en 2018), une proportion sensiblement équivalente à celle de 1990 (82,6 %). La répartition détaillée en 2018 est la suivante : 
terres arables (42,1 %), cultures permanentes (22,8 %), zones agricoles hétérogènes (17,7 %), forêts (17,3 %). L'évolution de l’occupation des sols de la commune et de ses infrastructures peut être observée sur les différentes représentations cartographiques du territoire : la carte de Cassini (XVIIIe siècle), la carte d'état-major (1820-1866) et les cartes ou photos aériennes de l'IGN pour la période actuelle (1950 à aujourd'hui).

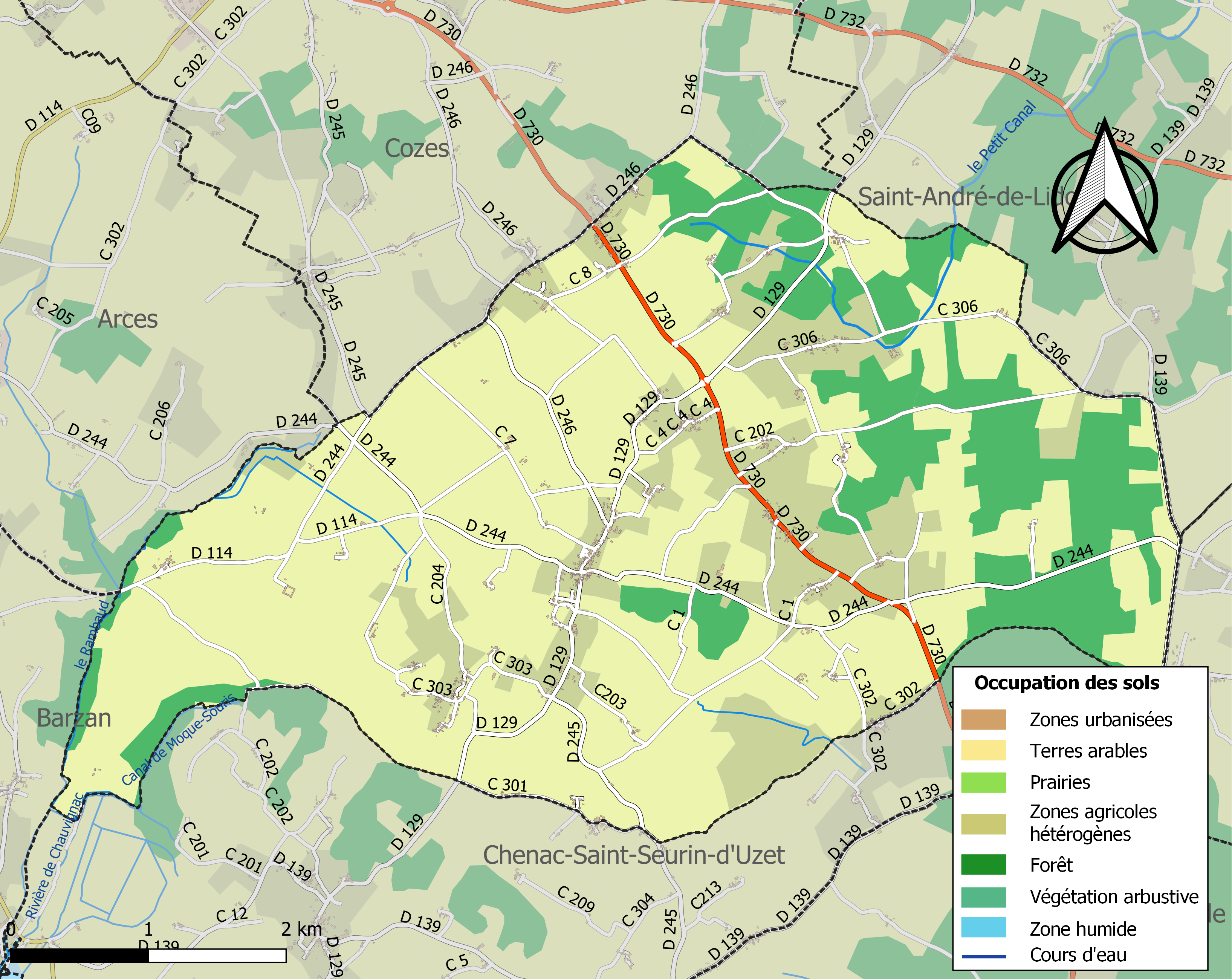
Carte des infrastructures et de l'occupation des sols de la commune en 2018 (CLC).

### Risques majeurs
Le territoire de la commune d'Épargnes est vulnérable à différents aléas naturels : météorologiques (tempête, orage, neige, grand froid, canicule ou sécheresse), inondations, feux de forêts, mouvements de terrains et séisme (sismicité faible). Il est également exposé à un risque technologique,  le transport de matières dangereuses. Un site publié par le BRGM permet d'évaluer simplement et rapidement les risques d'un bien localisé soit par son adresse soit par le numéro de sa parcelle.

#### Risques naturels
Certaines parties du territoire communal sont susceptibles d’être affectées par le risque d’inondation par débordement de cours d'eau et par submersion marine. La commune a été reconnue en état de catastrophe naturelle au titre des dommages causés par les inondations et coulées de boue survenues en 1982, 1993, 1999, 2010 et 2013,.
Épargnes est exposée au risque de feu de forêt du fait de la présence sur son territoire de la forêt de la Lande, un massif classé à risque dans le plan départemental de protection des forêts contre les incendies (PDPFCI), élaboré pour la période 2017-2026 et qui fait suite à un plan 2007-2016. Les mesures individuelles de prévention contre les incendies sont précisées par divers arrêtés préfectoraux et s’appliquent dans les zones exposées aux incendies de forêt et à moins de 200 mètres de celles-ci. L’article L.131-1 du code forestier et l’arrêté du 2 décembre 2020 règlementent l'emploi du feu en interdisant notamment d’apporter du feu, de fumer et de jeter des mégots de cigarette dans les espaces sensibles et sur les voies qui les traversent sous peine de sanctions. Un autre arrêté du 2 décembre 2020 rend le débroussaillement obligatoire, incombant au propriétaire ou ayant droit,,,.

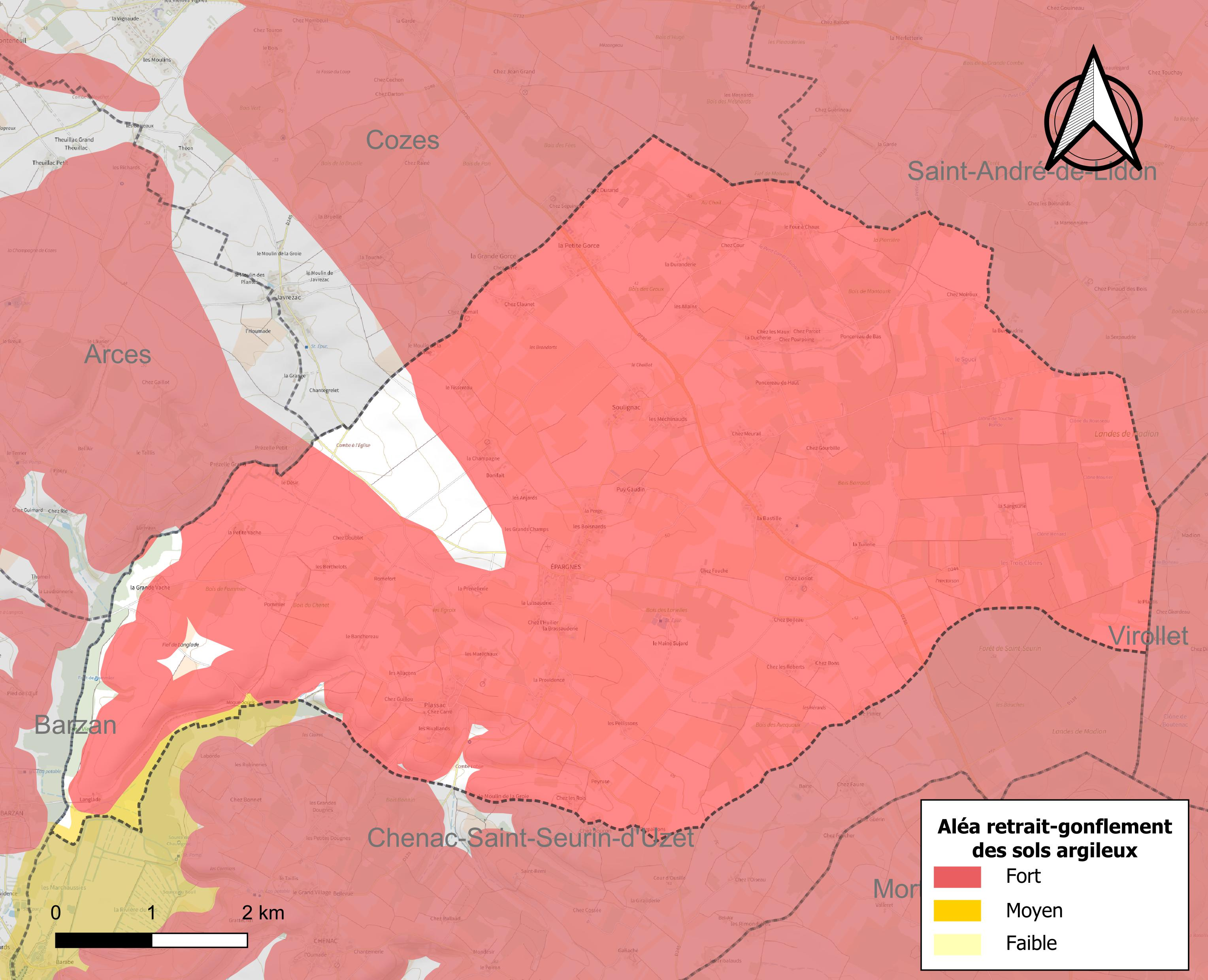
Carte des zones d'aléa retrait-gonflement des sols argileux d'Épargnes.

Les mouvements de terrains susceptibles de se produire sur la commune sont des tassements différentiels.
Le retrait-gonflement des sols argileux est susceptible d'engendrer des dommages importants aux bâtiments en cas d’alternance de périodes de sécheresse et de pluie. 94,4 % de la superficie communale est en aléa moyen ou fort (54,2 % au niveau départemental et 48,5 % au niveau national). Sur les 489 bâtiments dénombrés sur la commune en 2019,  489 sont en aléa moyen ou fort, soit 100 %, à comparer aux 57 % au niveau départemental et 54 % au niveau national. Une cartographie de l'exposition du territoire national au retrait gonflement des sols argileux est disponible sur le site du BRGM,.
Par ailleurs, afin de mieux appréhender le risque d’affaissement de terrain, l'inventaire national des cavités souterraines permet de localiser celles situées sur la commune.
Concernant les mouvements de terrains, la commune a été reconnue en état de catastrophe naturelle au titre des dommages causés par la sécheresse en 1989, 1991, 2003, 2005, 2011 et 2017 et par des mouvements de terrain en 1999 et 2010.

#### Risques technologiques
Le risque de transport de matières dangereuses sur la commune est lié à sa traversée par une ou des infrastructures routières ou ferroviaires importantes ou la présence d'une canalisation de transport d'hydrocarbures. Un accident se produisant sur de telles infrastructures est susceptible d’avoir des effets graves sur les biens, les personnes ou l'environnement, selon la nature du matériau transporté. Des dispositions d’urbanisme peuvent être préconisées en conséquence.

## Politique et administration

### Liste des maires
| Période                                  | Période  | Identité         | Étiquette | Qualité      |
| ---------------------------------------- | -------- | ---------------- | --------- | ------------ |
| 1989                                     | 2014     | Gérard Martin    | DVD       |              |
| 2014                                     | 2020     | Elisabeth Martin |           | Agricultrice |
| 2020                                     | En cours | Frédéric Duret   |           |              |
| Les données manquantes sont à compléter. |          |                  |           |              |

### Région
À la suite de la réforme administrative de 2014 ramenant le nombre de régions de France métropolitaine de 22 à 13, la commune appartient depuis le 1er janvier 2016 à la région Nouvelle-Aquitaine, dont la capitale est Bordeaux. De 1972 au 31 décembre 2015, elle a appartenu à la région Poitou-Charentes, dont le chef-lieu était Poitiers.

## Démographie

### Évolution démographique
L'évolution du nombre d'habitants est connue à travers les recensements de la population effectués dans la commune depuis 1793. Pour les communes de moins de 10 000 habitants, une enquête de recensement portant sur toute la population est réalisée tous les cinq ans, les populations de référence des années intermédiaires étant quant à elles estimées par interpolation ou extrapolation. Pour la commune, le premier recensement exhaustif entrant dans le cadre du nouveau dispositif a été réalisé en 2007.

En 2022, la commune comptait 925 habitants, en évolution de +8,31 % par rapport à 2016 (Charente-Maritime : +4,04 %, France hors Mayotte : +2,11 %).
| 1793  | 1800  | 1806  | 1821  | 1831  | 1836  | 1841  | 1846  | 1851  |
| ----- | ----- | ----- | ----- | ----- | ----- | ----- | ----- | ----- |
| 1 460 | 1 409 | 1 270 | 1 347 | 1 525 | 1 491 | 1 528 | 1 516 | 1 443 |

| 1856  | 1861  | 1866  | 1872  | 1876  | 1881  | 1886  | 1891  | 1896  |
| ----- | ----- | ----- | ----- | ----- | ----- | ----- | ----- | ----- |
| 1 493 | 1 466 | 1 464 | 1 370 | 1 367 | 1 372 | 1 281 | 1 255 | 1 166 |

| 1901  | 1906  | 1911  | 1921 | 1926 | 1931 | 1936 | 1946 | 1954 |
| ----- | ----- | ----- | ---- | ---- | ---- | ---- | ---- | ---- |
| 1 153 | 1 160 | 1 046 | 934  | 940  | 936  | 898  | 845  | 773  |

| 1962 | 1968 | 1975 | 1982 | 1990 | 1999 | 2006 | 2007 | 2012 |
| ---- | ---- | ---- | ---- | ---- | ---- | ---- | ---- | ---- |
| 686  | 677  | 683  | 681  | 676  | 734  | 781  | 789  | 843  |

| 2017 | 2022 | - | - | - | - | - | - | - |
| ---- | ---- | - | - | - | - | - | - | - |
| 843  | 925  | - | - | - | - | - | - | - |

## Économie
La commune est au cœur d'un bassin d'emploi particulièrement attractif, la zone d'emploi de Royan (issue de la partition de l'ancienne zone d'emploi Saintonge maritime, qui regroupait de nombreuses communes du Pays Rochefortais, du Pays Marennes-Oléron et du Pays Royannais), forte de 27 753 emplois en 2008. La zone d'emploi de Royan est, avec celle de La Rochelle, la plus dynamique de la région Poitou-Charentes, toutes deux profitant « d'un tissu économique et d'une démographie dynamiques » (Insee). La croissance y particulièrement soutenue, du fait du développement des activités tertiaires
La commune abrite le siège social de l'éditeur de logiciels destinés aux petites et moyennes bibliothèques Microbib.

### La foire au Pineau
Le terroir autour d'Épargnes est réputé pour sa production de Pineau, apéritif régional.
La foire au Pineau réunit pour l'Assomption les producteurs locaux autour de diverses activités sportives, culinaires, festives.

## Lieux et monuments

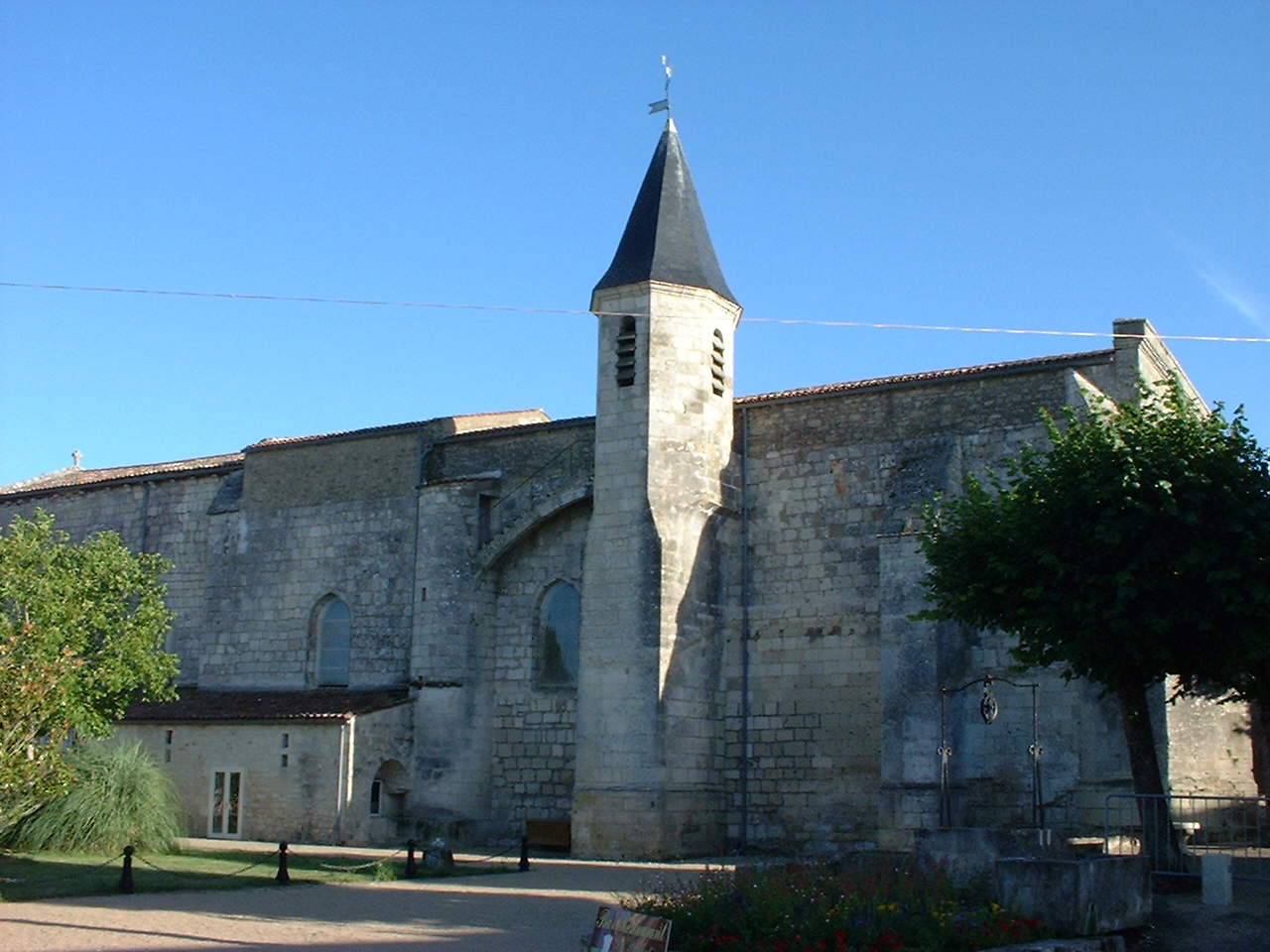
L'église Saint-Vincent d'Épargnes.

- L'église Saint-Vincent d'Épargnes existait déjà à l'époque mérovingienne, comme l'ont révélé des fouilles pratiquées en 1952. Des colonnes, dont les bases datent du XIIe siècle, attestent une construction voûtée en berceau. De l'ancien clocher roman, détruit lors des guerres de Religion, il ne reste que les quatre énormes bases visibles dans la nef.

Dans sa partie sud, l'église abrite une chapelle placée au-dessus d'une crypte ossuaire. Pour accéder à la chapelle, il faut monter un petit escalier, nécessaire car la voûte de la crypte est située au-dessus du niveau du sol de l'église. La crypte est entourée d'un trottoir qui se poursuit par un passage sous l'église. Ce passage débouche probablement sur une crypte cultuelle.
Sur le mur sud, au sommet d'un contrefort, se trouve une sculpture du milieu du XXe siècle ayant pour sujet une tête de gaulois.

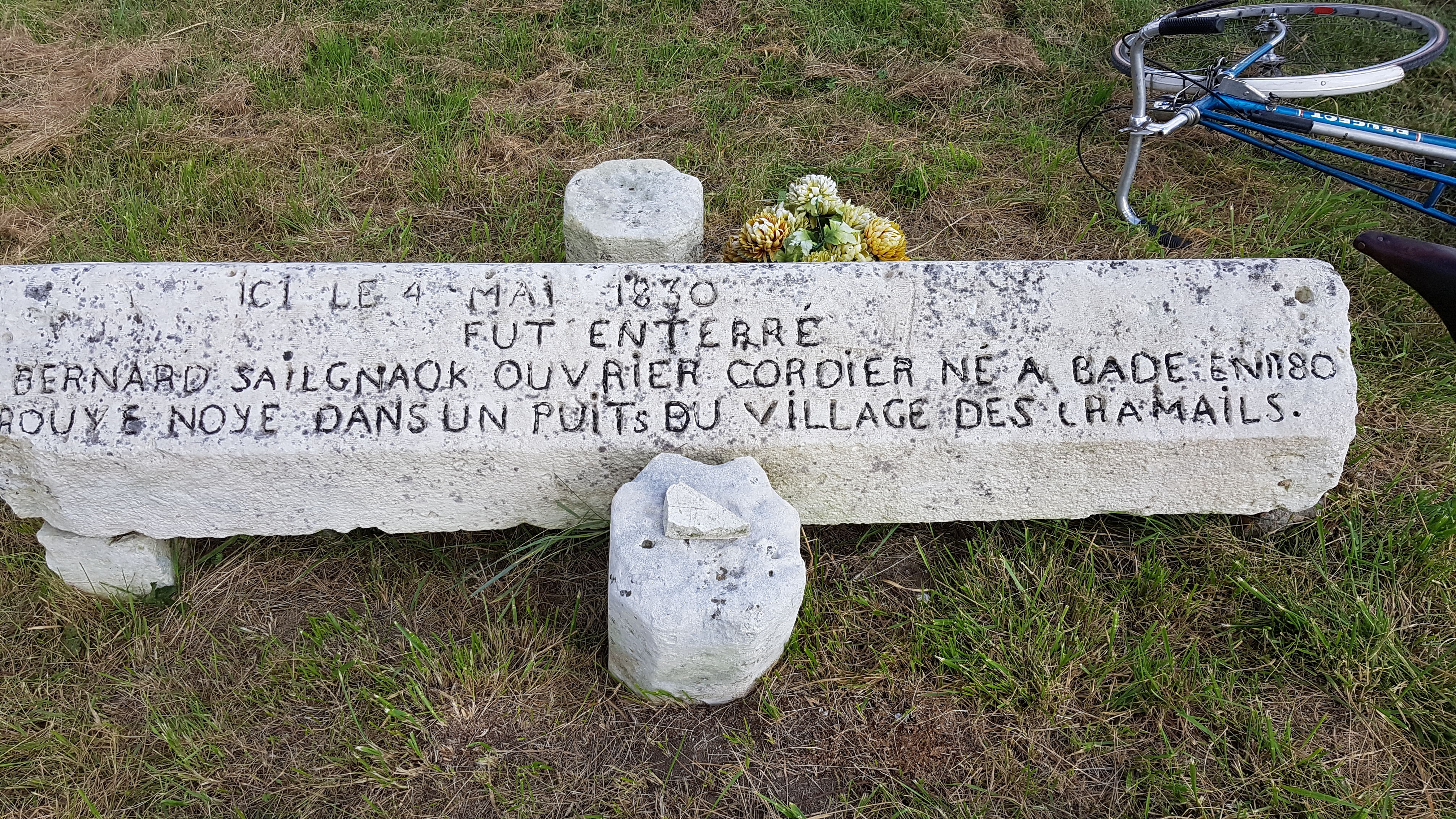
La tombe à Bernard.

- Une tombe sur la route de la tombe Bernard, porte l'inscription : « Ici le 4 mai 1830 fut enterré Bernard Sailonaok né à Bade 1780 trouvé noyé dans un puits du village des Cramail ».
- De l'autre côté de la tombe, on peut lire : « Mais le 16 mai 1831 cette tombe fut élevée au malheureux étranger mort loin de son pays ».
- À la sortie est du village, se trouve un calvaire, dans un enclos grillagé octogonal. Sous la croix, se trouvent les statues des quatre évangélistes.

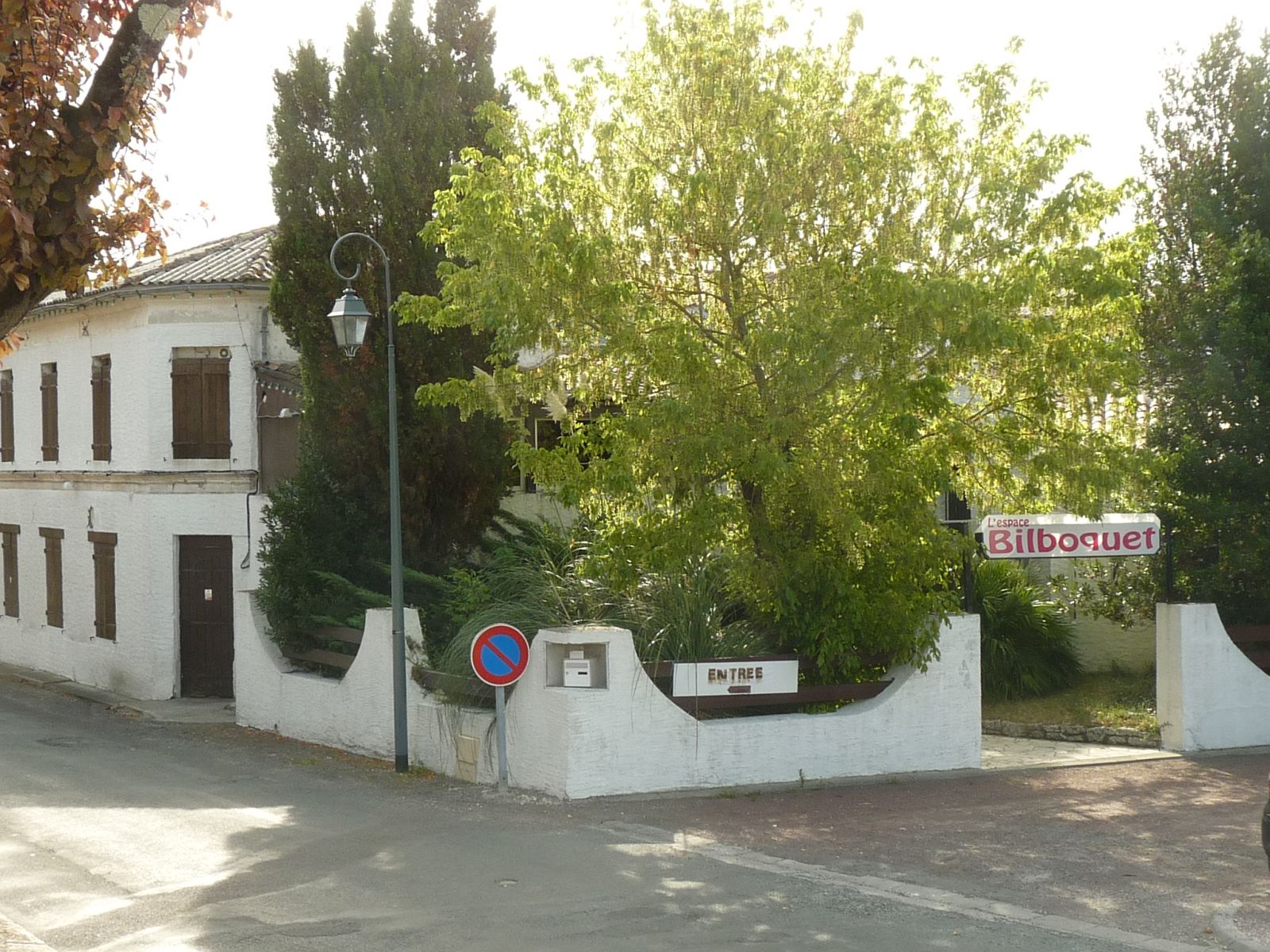
Le Bilboquet.

- Le village abritait aussi une des plus anciennes discothèques de la région royannaise, le « Bilboquet », créé par M. François Lucazeau en 1970.